# Erpobdella testacea
Erpobdella testacea é uma espécie de Erpobdella.
É nativa da Europa.
A espécie foi descrita em 1822 por Jules-César Savigny como Nephelis testacea.